# NGC 1343
NGC 1343 je galaksija u zviježđu Kasiopeja.

## Vanjske poveznice
- SEDS: NGC 1343